# Indricoterins
Els indricoterins (Indricotheriinae) són una subfamília extinta de perissodàctils prehistòrics que visqueren entre l'Eocè superior i el Miocè inferior. Estaven emparentats amb els rinoceronts actuals i produïren els mamífers terrestres més grossos de tots els temps, com ara el paracerateri. S'extingiren a causa del canvi climàtic que tingué lloc a principis del Miocè, que feu el clima més àrid i sec.